# Hostina obrů
Hostina obrů je umělecké dílo sochaře Davida Černého na liberecké autobusové zastávce Sokolská u zdi. Nachází se v centru Liberce mezi Divadlem F. X. Šaldy a Krajskou vědeckou knihovnou v Liberci. Zastávka je na velmi frekventované silnici v průběžném jízdním pruhu v mírném svahu, kdy silnice odbočující vpravo ze Sokolské ulice stoupá na křižovatku za mostem mezi ulicí z náměstí Dr. Edvarda Beneše a Rumjancevovou ulicí.

## Název
Zastávka MHD s uměleckým dílem bývá nazývána Hostina obrů, Snídaně obrů, Zastávka (u zdi) nebo Sokolská u zdi (s uměleckým dílem Zastávka).
David Černý o svém díle řekl: „Cílem stolu v nadživotní velikosti je křižovatku zpomalit, proměnit ho v místo zasutých vzpomínek. Zátiší na desce stolu připomíná přerušenou hostinu, od které musela jakási rodina bronzových obrů náhle odejít. Pro nás, rasu malých a uspěchaných lidí, zbylo jen místo pod stolem, v prostoru tajných her, o kterých ti ostatní neměli ani ponětí... Je to místo nejen k zastavení autobusu, ale i zastavení lidí a přemýšlení,“ dodal autor. Po slavnostním odhalení plastiky o ní novináři psali jako o Hostině obrů, což kritizoval David Černý jako „zavádějící název“. „Není to žádná hostina, je to prostě zastávka – autobusová i časová. Jsou na ní předměty, které vnímám jako atributy Liberce,“ řekl.

## Realizace díla

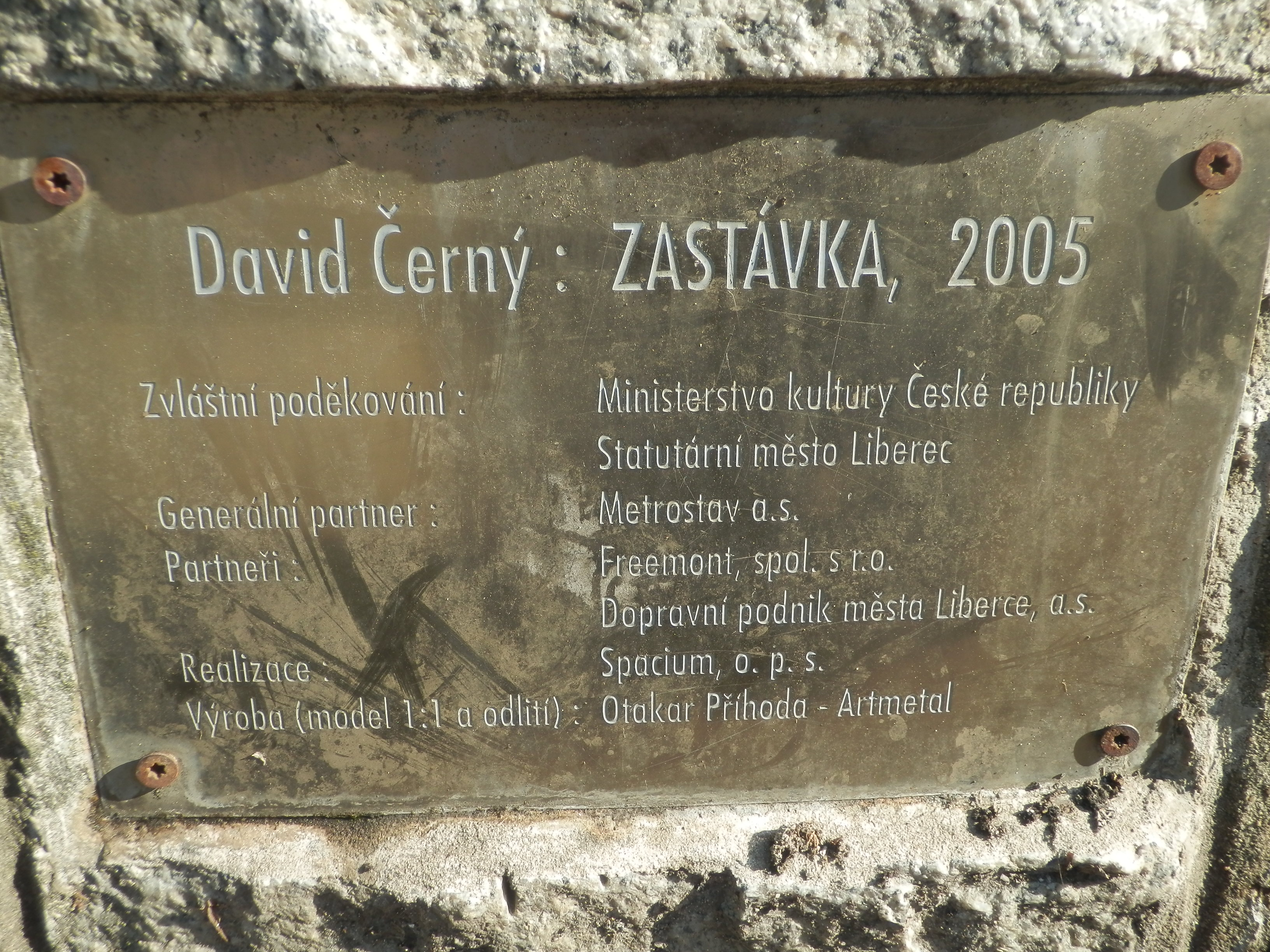
Deska Zastávka Davida Černého

Do července 2005 zde byla běžná zastávka MHD umístěná na úzkém chodníku u vysoké zdi ze šedivých žulových kamenů. Fotografie Jana Emmera z 16. prosince 2004 ukazuje tehdejší podobu zastávky: lavičku pod šedým kovovým přístřeškem a blízko stojící kovový koš na odpadky.
Dne 1. července 2005 se konalo slavnostní odhalení uměleckého díla Davida Černého, které nazval Zastávka. Plastiku z bronzu odlil Otakar Příhoda, má rozměry 5,85 m × 5,15 m × 3 m a váhu 3 tuny.
Místo si zachovalo svou funkčnost. Cestující čekají na autobus pod přístřeškem ve tvaru velkého bronzového stolu, sedí na pěti bronzových židlích, k dispozici mají umělecky ztvárněný koš na odpadky a jízdní řád v bronzovém rámečku.
Dílo realizovala obecně prospěšná společnost Spacium, která v letech 2001 až 2015 oživovala veřejný prostor uměleckými díly. Spoluzakladatelem Spacia bylo statutární město Liberec.
Český rozhlas uvedl, že „postavení netradiční zastávky stálo 5,5 milionu korun. Z toho čtyři miliony šly ze státního rozpočtu (ministerstva kultury). Dostali jsme je na činnost nadace na základě naší předchozí činnosti a rozhodli jsme se je věnovat právě na toto dílo,“ řekl ČTK David Sekanina z nadace Spacium. Přibližně 1,2 milionu korun věnovala radnice a zbytek sponzoři. Město Liberec opravilo chodník na zastávce.
Marek Řeháček v knize Liberecké zajímavosti, kniha první uvádí, že moderoval v květnu 2005 asi hodinovou bouřlivou diskuzi mezi výtvarníkem Davidem Černým, zástupci libereckého magistrátu, technických služeb a dopravního podniku, kteří se přeli o novou podobu zastávky MHD. Předmětem diskuze byla netradiční podoba zastávky, která nevyhovovala parametrům funkční zastávky MHD.

## Popis díla

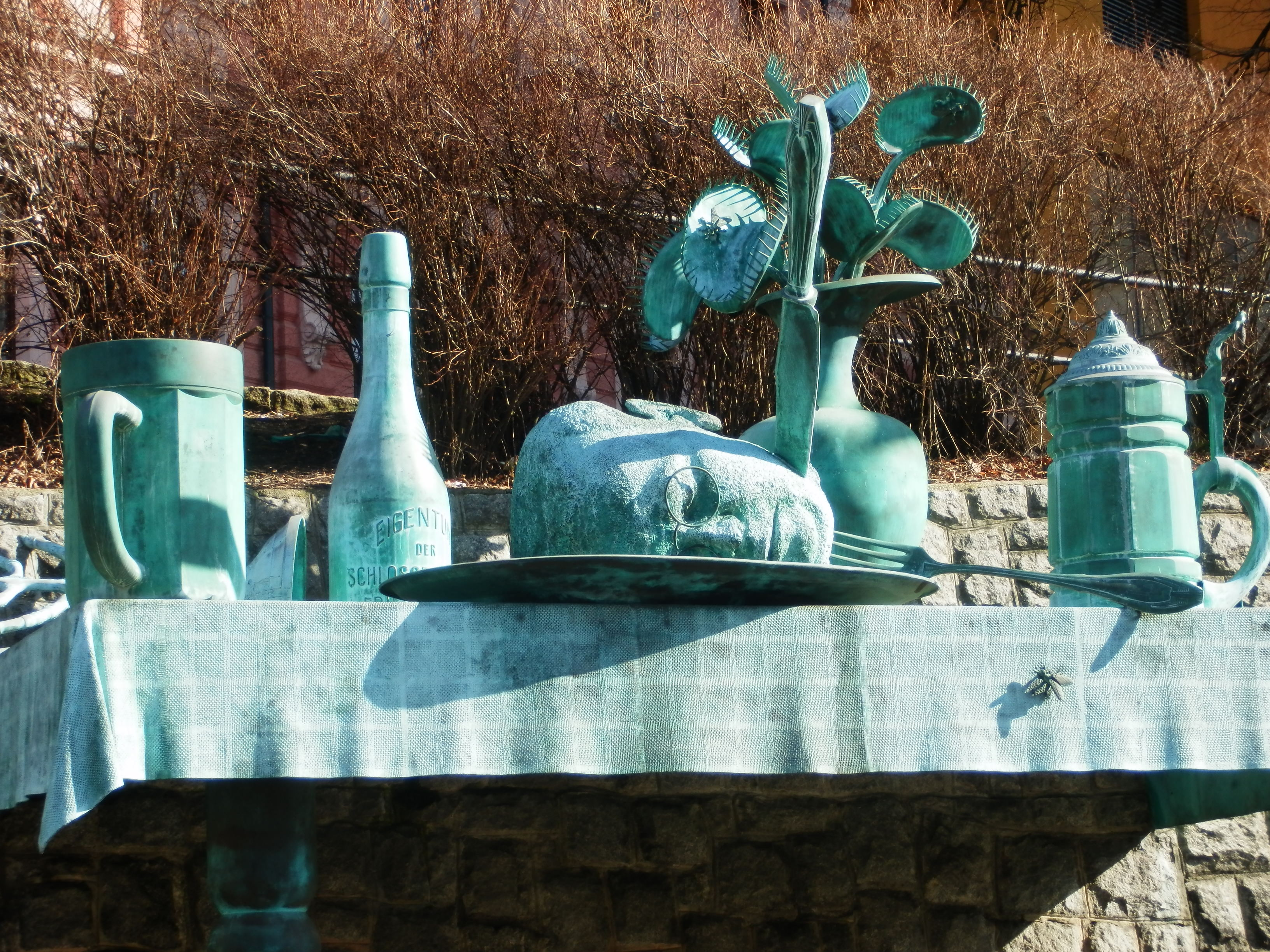
Detail Zastávka Davida Černého

Plastika s typickým zeleným povrchem patinovaného bronzu odkazuje na symboly z minulosti a současnosti Libereckého kraje. Předměty připomínají česko-německo-židovskou minulost Liberecka. Prostor díla je na chodníku orámován tmavší dlažbou do tvaru obdélníku.
Základ uměleckého díla tvoří velký bronzový stůl připomínající typické dřevěné stoly oblíbené na Liberecku v 19. století. Historický nábytek inspiroval i pět židlí pod stolem. Kousek od stolu je koš na odpadky ve tvaru obří konzervy s pootevřeným víčkem, které nese typické stopy otvíráku. Vedle koše vystupuje z kamenné zdi část papírového tácku s libereckými párky, opět z bronzu a ve velkém provedení. Na druhé straně od židlí je na žulových kamenech jízdní řád v ozdobném bronzovém rámečku, který připomíná čtyři větve stromu s ozdobou nahoře a odkazuje na tradiční myslivost v kraji. V březnu 2019 jezdily ze Zastávky u zdi autobusy č. 14, 18, 25 a 34 mířící do Ruprechtic, Růžodolu, průmyslové zóny Jih a do Bedřichova.
Na prostřeném stolu s ubrusem (tradice textilního průmyslu) se nachází povalený poškozený židovský svícen menora, který připomíná pronásledování židovského obyvatelstva a vypálení staré synagogy 11. listopadu 1938. Stará synagoga stála nedaleko od Zastávky u zdi. V současné době na místě Staré synagogy stojí Nová synagoga (Stavba smíření).

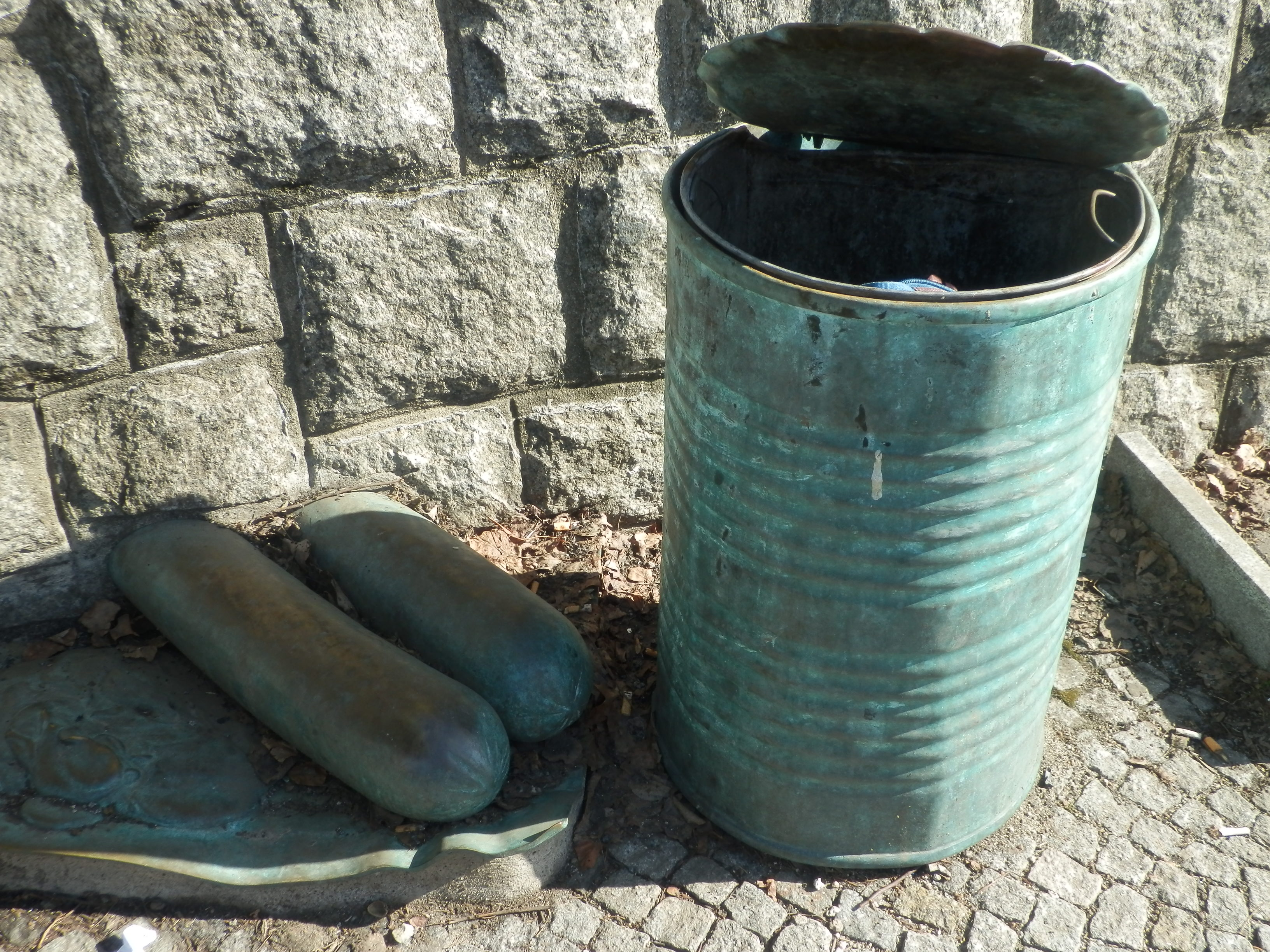
Odpadkový koš Zastávka Davida Černého

Na stole stojí dále pivní půllitr, historická lahev od piva s porcelánovou zátkou, na které uvádí německý nápis, že pochází z frýdlantského zámeckého pivovaru. Uprostřed stolu je na podnosu hlava s brýlemi, do které jsou zapíchnuté vidlička a nůž. Po noži leze velká bronzová moucha. Další mouchy sedí na masožravé rostlině a přední straně ubrusu, který splývá ze stolu. Mouchy mají na hlavě přilby vojáků wehrmachtu.
Na celém uměleckém díle je právě uříznutá hlava tím, co vzbuzuje největší nevoli a dohady. Marek Řeháček uvádí ve své knize Liberecké zajímavosti, kniha první, že David Černý připsal na prezentaci projektu, že se jedná o „mouchu na noži v Konrádově hlavě“, což Liberečanům připomíná Konrada Henleina, který se narodil v blízkých Vratislavicích nad Nisou.
Na tradici sklářského průmyslu odkazuje skleněná váza a chloubu liberecké botanické zahrady – unikátní sbírku masožravých rostlin – zastupuje mucholapka podivná, která je do vázy zasazena. Kousek od ní je krabička od cigaret a historický německý pivní džbán kriegel s uchem a cínovým víčkem.

## Vyjádření Davida Černého k dílu Zastávka

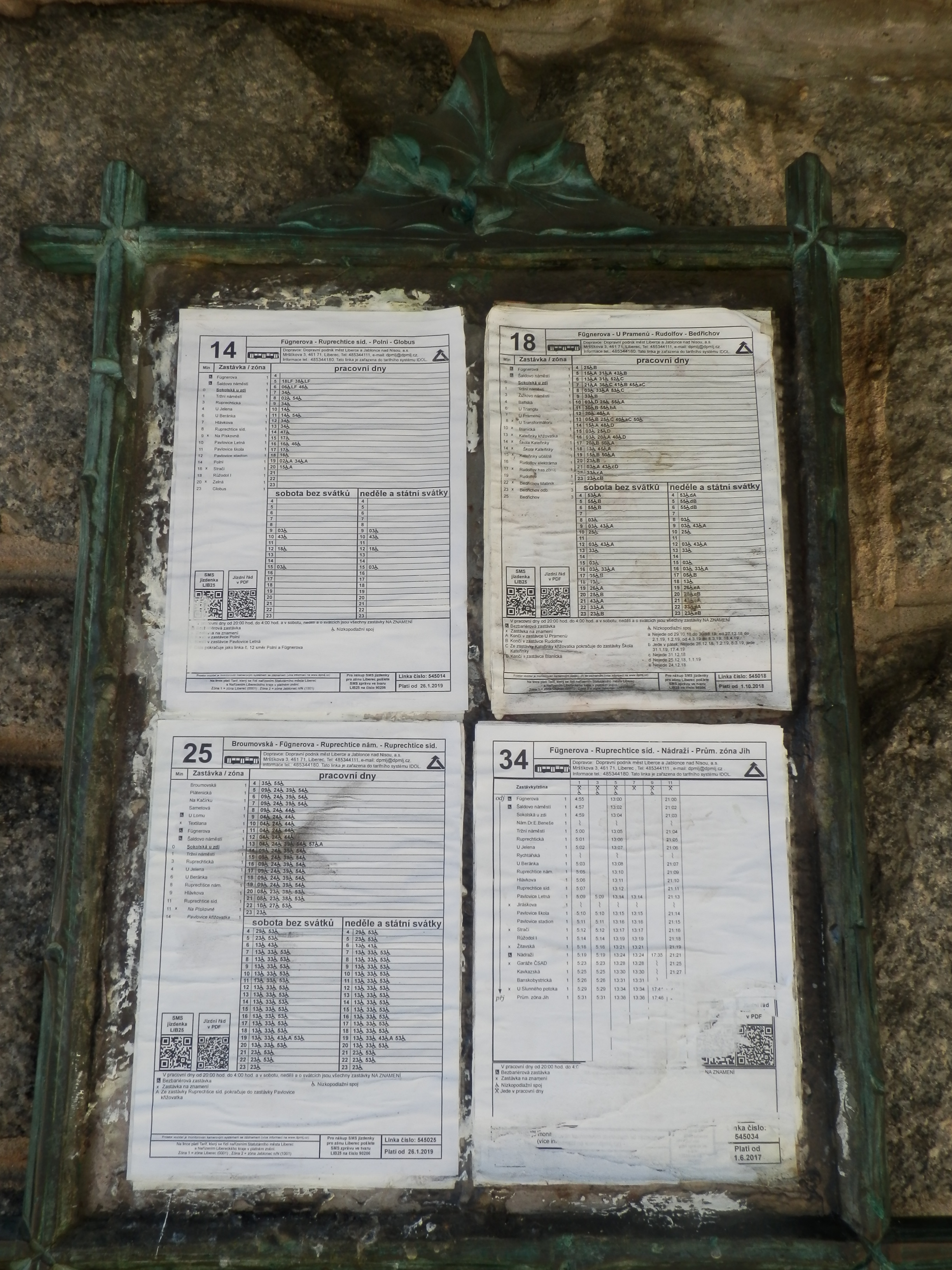
Jízdní řád březen 2019

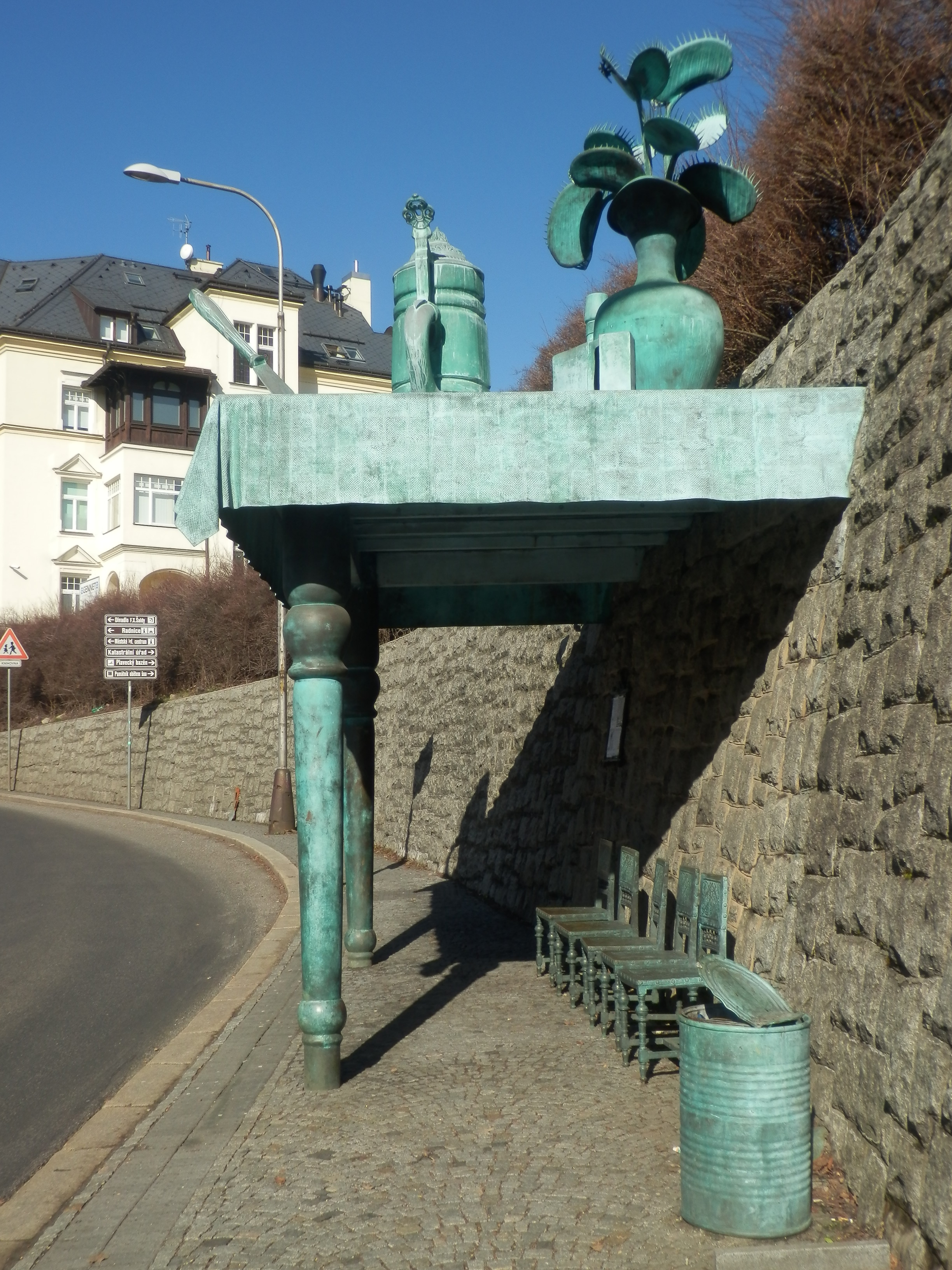
Zastávka pohled zprava

Marek Řeháček v knize Liberecké zajímavosti, kniha první cituje z webové prezentace Davida Černého k jeho dílu: „Rušná křižovatka zaříznutá do okolního členitého terénu. Auta a lidé tu jen projíždějí nebo procházejí, zastávka autobusu tu má tak málo místa, že ji není skoro vidět. Není to příjemné místo na čekání, každý chce co nejrychleji nastoupit a jet. Snad každý si z raného dětství pamatuje na okamžik, kdy se octl pod jídelním stolem. V přítmí mezi čtyřma nohama jsme se najednou ocitli v novém, nikým nenavštěvovaném světě, který byl bezpečný, intimní, oddělený od ostatního prostoru pokoje. Zvuky tu byly tlumeny splývajícím ubrusem, kdosi neznámý na spodní stranu desky načmáral tajemná znamení a zanechal zatvrdlé žvýkačky. Čekající cestující jsou zataženi do hry na Alenku v říši divů, okolo projíždějící v autech znejistí a kontrolují, nesedí-li ve šlapacím autíčku.“